# Бельгия на Всемирных военных играх
Бельгия принимает участие во Всемирных военных играх с самого их начала: в летних Играх с 1995 года, в зимних Играх с 2010 года.
На летних Играх военнослужащие-спортсмены Бельгии завоевали (с учётом результатов летних Игр 2019 года) всего 28 медалей, из них 10 золотых, в медальном зачёте занимают 25-е место; на зимних Играх (с учётом результатов зимних Игр 2017 года) ни одной медали не завоевали.

## Медальный зачёт

### Медали на летних Всемирных военных играх
| Игры                | Золото | Серебро | Бронза | Всего | Место |
| 1995 Рим            | 3      | 3       | 3      | 9     | 13    |
| 1999 Загреб         | 1      | 0       | 3      | 4     | 26    |
| 2003 Катания        | 0      | 0       | 2      | 2     | 34    |
| 2007 Хайдарабад     | 2      | 0       | 0      | 2     | 23    |
| 2011 Рио-де-Жанейро | 1      | 0       | 2      | 3     | 33    |
| 2015 Мунгён         | 2      | 1       | 2      | 5     | 25    |
| 2019 Ухань          | 1      | 1       | 1      | 3     | 28    |
| Всего               | 10     | 5       | 13     | 28    | 25    |